# 백목화
백목화(白木花, 1989년 8월 30일~)는 대한민국의 은퇴한 배구 선수이다. 현역 시절 포지션은 레프트로 화성 IBK 기업은행 알토스에서 선수 생활을 마쳤다.

## 내력

### 수원 현대건설 힐스테이트 입단, 대전 KGC인삼공사 배구단 이적
2007-2008 드래프트 2라운드 2순위로 수원 현대건설 힐스테이트에 신인으로 입단했다가, 2008년에 박경낭의 보상선수로 대전 KGC인삼공사로 이적했다.
팀 이적후 2009-2010시즌 챔피언 결정전에서 친정팀 수원 현대건설 힐스테이트 꺾고 첫 우승을 경험을 하였고 2011-2012시즌 정규리그 우승 및 챔피언결정전에서 우승하여 통합우승을 달성하였다.
파워와 빠른스피드가 좋고 강하면서 정확한 서브까지 가지고 있다는게 큰 매력인 선수다.
2015-2016 시즌 종료후 FA 자유계약선수를 얻었으나 원소속팀과의 협상이 결렬되어 2차 타구단과의 협상에서 5개팀으로부터 외면을 하였고 3차협상에서 계약을 맺지 못하여 미계약 신분이 되었다. 2016년 대구시청 소속으로 들어갔던 그녀는 결국 은퇴를 하고 바리스타로 제2의 인생을 시작하였다.

### 화성 IBK기업은행 알토스이적 2년만에 복귀
2018년 5월 30일 원소속팀 대전KGC인삼공사와 IBK기업은행 알토스 와의 트레이드를 단행하였다.
리베로 노란, 2018-19 2라운드 선발권을 KGC인삼공사배구단으로 넘겨주고 레프트 백목화, 리베로 박상미, 2018-19 3라운드 지명권을 받는 조건으로 트레이드를 단행하였다.
KGC인삼공사 배구단에서 IBK기업은행 알토스 배구단으로 이적한 백목화는 2015-2016시즌 이후 2년만에 V-리그로 통해 복귀하였다.

### 임의탈퇴 공시
베테랑 레프트인 백목화가 IBK기업은행과의 임의 탈퇴선수로 공시되었다.

## 수상

### 소속팀
대전 KGC인삼공사
- V-리그: 2010, 2012
- KOVO컵: 2008

### 국가대표팀
- 2014년 아시안 게임 배구 –  금메달

### 개인
- V-리그 기량발전상: 2013
- V리그 서브상: 2014